# Георги Тихов
Георги Тихов e български лекоатлет.

## Биография
Георги Петров Тихов е роден на 29 септември 1942 г. в Драганово, Горнооряховско. Завършил е висше икономическо образование.
От 20-годишен живее и спортува в град Варна. Активно се занимава с лека атлетика от 16 до 34-годишна възраст.
Георги Тихов има 63 участия в националния отбор на България, като най-добрите му резултати са на: 3000 м с препятствия с време 8,26 мин., 5000 м – 13,38 мин. и 10 000 м – с време 28,47 мин. Бил е многократно шампион и рекордьор на България на дългите бегови дисциплини. Печелил е много международни състезания. Най-добрите му класирания са:
- Четвърто място на 3000 м с препятствия и осмо място на 10 000 м. гладко бягане на Европейското първенство в Атина през 1969 г.
- Шесто място на Европейското първенство в Хелзинки през 1971 г. на 3000 м с препятствия.

Работи като треньор по лека атлетика, главно с деца под 20 години. Георги Тихов е заслужил майстор на спорта на Република България.
Има семейство с две деца.